# La Troisième Partie de la nuit
Pour plus de détails, voir Fiche technique et Distribution.
La Troisième Partie de la nuit (Trzecia część nocy) est un film polonais d'Andrzej Żuławski sorti en 1972.

## Synopsis
L’action se passe pendant la Seconde Guerre mondiale. La femme, la mère et le fils de Michal ont été tués après son retour pour habiter avec sa famille à la campagne, qui a suivi sa guérison du typhus. Son père et lui faisaient à ce moment une promenade dans la forêt. Michal a rencontré Helena, sa future femme en venant en tant que releveur de compteurs dans l’appartement où elle habitait avec Jan. Helena a quitté Jan pour se lier avec Michal, lui a trouvé un emploi en tant que nourricier de poux. Après la naissance de leur fils, Lukasz, Michal s’est décidé à nourrir également des poux malades, ce qui rapporte plus d’argent que le travail avec les insectes sains. Il succombe à la maladie.
Après la mort de sa femme et de son fils, Michal revient à la ville. Par un concours de circonstances hasardeux, il se trouve dans une maison où habite une femme enceinte, Marta, dont le mari a été enlevé. Il assiste à la naissance du garçon et envoie les deux dans un monastère, où sa sœur, Klara les y accueille. Elle est par la suite obligée de quitter les lieux (et mourir dans un camp avec les personnes âgées qu’elle gardait). Michal vit en ce temps dans un doute étrange, troublé par la ressemblance physique de Marta et de son épouse. Ayant appris cependant que le mari de Marta est toujours vivant, il se rend à l’hôpital où se trouve ce dernier pour essayer de l’aider à se libérer. Il y est assassiné par un gendarme.

## Fiche technique
- Titre original : Trzecia część nocy
- Titre français : La Troisième Partie de la nuit ; Une troisième partie de la nuit
- Réalisation : Andrzej Żuławski
- Scénario : Mirosław Żuławski et Andrzej Żuławski
- Direction artistique : Teresa Barska
- Décors : Stanisław Ledóchowski
- Costumes : Lidia Rzeszewska
- Photographie : Witold Sobociński
- Montage : Halina Prugar-Ketling
- Musique : Andrzej Korzyński
- Production : Barbara Pec-Ślesicka
- Société de production : Zespół filmowy Wektor
- Pays :  Pologne
- Langue : polonais
- Format : Couleurs (Eastmancolor) - 35 mm - 1,66:1 - son mono
- Genre : Drame, horreur et guerre
- Durée : 101 minutes
- Dates de sortie : 
  - Pologne : 4 janvier 1972
  - France : ?

## Distribution
- Małgorzata Braunek : Helena / Marta
- Leszek Teleszyński : Michał
- Jan Nowicki : Jan
- Anna Milewska : sœur Klara
- Michał Grudziński : Marian
- Marek Walczewski : Rozenkranc
- Alicja Jachiewicz : la serveuse
- Jerzy Golinski : le père de Michał
- Halina Czengery : la mère de Michał
- Hanna Stankówna

## Production

### Lieux de tournage
Le film est réalisé à Cracovie en décors naturels, bien que certains éléments puissent suggérer Lwów (pourtant rien n'est explicite).

## Autour du film
Pour ce film, Żuławski s'est servi des expériences de son père, Mirosław Żuławski, travaillant pendant la Seconde Guerre mondiale à l'Institut Weigl (pl) à Lwów. On y a mis en œuvre une méthode de lutte contre le typhus, en élevant des poux malades pour ensuite en extraire un vaccin contre la maladie. Les insectes devaient être nourris de sang humain : ainsi environ 10 000 personnes ont été amenées à nourrir les poux, ce qui était par ailleurs un moyen certain de ne pas être déporté (le professeur Rudolf Weigl devait travailler pour l’armée allemande)[réf. souhaitée].
Pour Żuławski, ce film est né d'un nombre de doutes en ce qui concerne l'art cinématographique en général, les films de guerre en particulier, et sa propre biographie. L'action se passe approximativement au moment de la naissance du réalisateur, et l'invite à se demander quel serait son propre comportement dans ce type de circonstances[réf. souhaitée].
Le film a été présenté en avant-première fin 1971 à l'École nationale supérieure polonaise de cinéma, télévision et théâtre (PWSFTVIT) de Łódź, avant sa sortie en salles début 1972.